# Orden mendicante
Una orden mendicante es una orden religiosa católica caracterizada, históricamente, por vivir no de sus propias rentas (como los monasterios), sino de la limosna de los demás. Desde su fundación han sido conformadas por hermanos de vida activa —llamados frailes—, hermanas contemplativas —llamadas sores—, y laicos adscritos —llamados terciarios, y antiguamente "hermanos de penitencia"—. Los frailes conforman la Primera Orden, las sores la Segunda Orden, y los terciarios la Tercera Orden.
Sus miembros, frailes y sores, realizan los tres votos que caracterizan a la Vida Religiosa: el voto de pobreza, por el que renuncian a todo tipo de propiedades o bienes, ya sean personales o comunes, poniéndolos a disposición de la comunidad religiosa a la que pertenecen; el de castidad, y el de obediencia a sus superiores. Sus miembros no están ligados, como los monjes, a la estructura de un monasterio concreto, sino a una estructura mucho más amplia y dinámica: sus comunidades residen en conventos, que están agrupados en provincias, que a su vez conforman la orden. Los frailes, a lo largo de su vida, pueden ser destinados por sus superiores a diferentes conventos de su provincia, según las necesidades de dicha Orden. Los frailes, además, tienden a vivir no en lugares apartados (como los monasterios) sino en lugares poblados, puesto que realizan labor pastoral.

## Orígenes
Las órdenes mendicantes surgieron en la Edad Media, hacia el siglo XIII, buscando dar un giro a la vida religiosa tradicional monástica que hasta entonces imperaba en la Iglesia católica, basada en la contemplación y en el estudio. Su modo de vida se inspiró más en la vida activa de los clérigos seculares y de las órdenes militares y hospitalarias. Pero destacó como antecedente inmediato la aparición de la Orden Trinitaria o de los trinitarios, fundada por el francés san Juan de Mata en el año 1193, pues fue la primera orden de vida activa no militarizada de la Iglesia, con una regla propia que fue aprobada en 1198 por el papa Inocencio III.
San Francisco de Asís fue el modelo de fraile: un hombre que, renunciando a todos los bienes materiales, consagró su vida a Dios viviendo en pobreza absoluta. A él se unieron once hombres más que quisieron imitar su vida. Juntos peregrinaron entonces hacia Roma, donde presentaron su Regla de vida y solicitaron del Papa su aprobación. Muchos monjes y obispos se opusieron: veían a Francisco y a sus hermanos como un grupo de pordioseros, y veían peligroso y desestabilizador su modo de vida, debido a las numerosas herejías que entonces campaban a sus anchas. Pero el papa Inocencio III decidió aprobar en 1209 la nueva orden, que fue conocida como Orden de los Frailes Menores, y cuyos frailes son llamados franciscanos por causa de su fundador.
En 1216 fue aprobada una nueva orden mendicante: la Orden de los Predicadores. Un grupo de religiosos que, bajo la dirección del presbítero Domingo de Guzmán (de donde les viene el nombre de dominicos) buscaban vivir en pobreza y predicar el evangelio entre las gentes; y es que la orden surgió a causa de la proliferación del movimiento popular de los cátaros en el sur de Francia.
En 1244, al comprobar el papa Inocencio IV la aprobación y fama de que gozaban los franciscanos y dominicos, decidió convocar a todos los ermitaños de la Toscana y constituirlos en orden única, imponiéndoles la Regla de San Agustín, que ya venían utilizando los canónigos regulares: y así es como quedó fundada la Orden de los Ermitaños de San Agustín o agustinos. Esta orden conoció en 1256 una nueva gran unificación bajo el papa Alejandro IV, la definitiva, hasta hoy.
Finalmente, un grupo de ermitaños asentados en las laderas del monte Carmelo, cerca de Haifa (Palestina) inspirándose en el profeta bíblico Elías, recibió a principios del siglo XIII una Regla escrita por el Patriarca san Alberto de Jerusalén, donde se destacaba la vida en soledad, ayuno y oración. Este modo de vida se extendió por Europa, pero aquí adoptó nuevas formas que la aproximaron al modelo de vida propio de una orden mendicante, pero sin perder la espiritualidad original. Finalmente, en 1247, Inocencio IV aprobó una nueva regla que introducía algunas modificaciones a la de Alberto de Jerusalén, y así es como nació la Orden de los Carmelitas. Nació así la Orden de Nuestra Señora del Monte Carmelo, cuyos frailes son conocidos como carmelitas.

## Órdenes mendicantes y órdenes monacales
Las órdenes mendicantes se caracterizan por un «estilo de vida mixto», una mezcla entre la vida contemplativa y la vida activa. Se dedican a la oración, dándole importancia especial a la Eucaristía y al Oficio divino, pero a la vez a la predicación, evangelización, educación, entre sus principales actividades. 
Es un error habitual vincular a la rama masculina -o primera orden- con la vida activa y a la rama femenina -o segunda orden- con la vida contemplativa: ambas buscan un equilibrio entre la contemplación y la predicación.
Algunos puntos importantes que marcan la diferencia entre las órdenes mendicantes de las órdenes monacales son:
- A diferencia de los monasterios de vida monástica, donde al superior se le conoce como abad, para los hombres y abadesa, para las mujeres, dándole así un puesto por encima de los demás hermanos y un cargo vitalicio; los frailes y sorelas tienen un prior o priora respectivamente, puesto que todos son hermanos, y su superior es tan solo el primero entre los hermanos de modo tal que, al acabar su gobierno, el prior regresa a ser un hermano más.
- Tampoco hay diferencias entre señores (Don) y siervos; o señoras (Doñas) y siervas, puestos que marcaban una diferencia de rangos muchas veces sociales; antiguamente los frailes tuvieron los frailes coristas pues sabían leer el latín y por lo general eran sacerdotes, y los frailes conversos pues no sabían leer pero eso no les impedía de poder vivir su vida religiosa; posteriormente esta diferencia se dejó de lado para marcar sobre todo el rango de igual entre hermanos.
- Otra diferencia es la anulación del Voto de Estabilidad para los frailes, tradición benedictina que mandaba que el monje debía permanecer para siempre en el monasterio al cual había ingresado y no debía cambiar a otro, por más que sea de la misma orden, y no podía salir del mismo más que para labores específicas y la predicación no era una de ellas, los fieles debían acudir al monasterio para poder escuchar los evangelios; los frailes en cambio son hombres dispuestos a ir a donde la divina providencia los envía, un día pueden estar en un convento, otro en una misión; un día predicando, otro atendiendo enfermos. Ellos no esperan a los fieles sino que van en su búsqueda.
- En cuanto a su vestimentas, los monjes visten un hábito con el cual realizan sus labores cotidianas, pero para el Oficio Divino se colocan una cogulla, una túnica encima del hábito que posee grandes pliegues y amplias mangas con una gran capucha; igual el clero secular viste la sotana como prenda de diario, pero para acudir al rezo del oficio visten el hábito coral; en cambio los frailes siempre han poseído un solo hábito tanto para la labor doméstica, predicación y la oración. Consta por lo general de una túnica larga que representa la pobreza, una correa, o cíngulo para los franciscanos, ceñida a la cintura que representa la castidad, y una capilla sobre los hombros con capucha que representa la obediencia.
- Por último, otra diferencia esencial de la vida mendicante de la vida monacal será la ubicación del convento. A diferencia de los monasterios que se ubican muchas veces a las afueras de las ciudades o en lugares inaccesibles como montañas o cavernas, los conventos de los frailes y sororas se encuentran en medio de las ciudades para que así sean un signo visible en medio de la sociedad.

Desde su inicio los miembros de las órdenes mendicantes han gozado con una serie de privilegios, como la exoneración de la obediencia al obispo de la diócesis, e incluso hoy en día gozan de privilegios para la absolución de pecados así llamados “reservados”, como puede ser el aborto.[cita requerida]

## Lista de órdenes mendicantes
- Orden Trinitaria u Orden de la Santísima Trinidad y de los Cautivos 
  - Primera Orden Trinitaria Frailes
  - Segunda Orden Trinitaria Monjas
  - Tercera Orden Laicado Trinitario
- Orden de Frailes Menores o Franciscanos
  - Primera Orden Franciscana
  - Segunda Orden Franciscana o Clarisas
  - Tercera Orden de San Francisco

- Orden de Predicadores o Dominicos
  - Primer Orden Dominica
  - Segunda Orden Dominica o Catalinas
  - Tercera Orden Dominica

- Orden de San Agustín o Agustinos
  - Primera Orden Agustina
  - Segunda Orden Agustina o Agustinas
  - Tercera Orden de San Agustín

- Orden de Nuestra Señora del Monte Carmelo o Carmelitas de Antigua Observancia
  - Primera Orden Carmelita
  - Segunda Orden Carmelita o Carmelitas
  - Tercera Orden Carmelita

- Orden de los Siervos de María o Servitas
  - Primera Orden Frailes Siervos de María
  - Segunda Orden Siervas de María
  - Tercera Orden Seglares

- Orden de la Bienaventurada Virgen María de la Merced o Mercedarios

De estas órdenes surgieron, con el paso de los años, nuevas órdenes mendicantes fruto de los movimientos de vida recoleta y descalza. Entre las cuales se destacan:
- Orden de Frailes Menores Capuchinos o Capuchinos
- Orden de Agustinos Recoletos o Recoletos
- Orden los Hermanos Descalzos de la Bienaventurada Virgen del Monte Carmelo o Descalzos o Teresianos
- Orden de los Hermanos Betlemitas e Instituto de Hermanas Bethlemitas o Betlemitas

| Órdenes mendicantes                            |                                                           |              |                                 |                                                                                           |                        |                                                        |
| Orden                                          | Nombre oficial                                            | Acrónimo     | Sobrenombre                     | Fundador(es)                                                                              | Fundación y Aprobación | País                                                   |
| Orden de Agustinos Recoletos                   | Ordo Augustinianorum Recollectorum                        | O.A.R.       | Agustinos Recoletos o Descalzos | Acta V del Capítulo de Toledo. Fray Luis de León                                          | 1588                   | Toledo, España                                         |
| Orden de Carmelitas Descalzos                  | Ordo Discalceatorum B. Mariae V. de Monte Carmelo         | O.C.D.       | Carmelitas Descalzos            | Santa Teresa de Jesús y San Juan de la Cruz                                               | Siglo XVI              | España                                                 |
| Orden de Frailes Menores                       | Ordo Fratrum Minorum                                      | O.F.M.       | Franciscanos                    | San Francisco de Asís                                                                     | Siglo XIII             |                                                        |
| Orden de Frailes Predicadores                  | Ordo Fratrum Praedicatorum                                | O.P.         | Dominicos                       | Santo Domingo de Guzmán                                                                   | Siglo XIII             |                                                        |
| Orden de Frailes Menores Conventuales          | Ordo Fratrum Minorum Conventualium                        | O.F.M. Conv. | Franciscanos Conventuales       | San Francisco de Asís                                                                     |                        |                                                        |
| Orden de Frailes Siervos de María              | Ordo Servorum Mariae                                      | O.S.M.       | Siervos de María o Servitas     | Siete santos fundadores                                                                   | Siglo XIII             | Italia                                                 |
| Orden de la Santísima Trinidad                 | Ordo Ssmae Trinitatis                                     | O.SS.T.      | Trinitarios                     | San Juan de Mata y San Félix de Valois                                                    | 1198                   |                                                        |
| Orden de los Hermanos Menores Capuchinos       | Ordo Fratrum Minorum Capuccinorum                         | O.F.M.Cap.   | Capuchinos                      | Fray Mateo de Bascio y los hermanos Ludovico di Fossombrone y Rafaele di Fossombrone      | 1525 - 1528            |                                                        |
| Orden de los Mínimos                           | Ordo Minimorum                                            | O.M.         | Mínimos                         | San Francisco de Paula                                                                    | Siglo XV               | Italia                                                 |
| Orden de los Trinitarios Descalzos             | Ordo Ssmae Trinitatis                                     | O.SS.T.      | Trinitarios Descalzos           | San Juan Bautista de la Concepción                                                        |                        |                                                        |
| Orden de Nuestra Señora de la Merced           | Ordo B. Mariae Virginis de Mercede                        | O. de M.     | Mercedarios                     | San Pedro Nolasco                                                                         | 1218 - 1235            | Barcelona, España                                      |
| Orden de Nuestra Señora del Monte Carmelo      | Ordo Fratrum Beatissimae Mariae Virginis de Monte Carmelo | O.Carm.      | Carmelitas                      | San Bartolo del Monte Carmelo                                                             | Siglo XII-1209         |                                                        |
| Orden de San Agustín                           | Ordo Fratrum Sancti Augustini                             | O.S.A.       | Agustinos                       | San Agustín y el papa Inocencio IV                                                        | Siglo V-1244           |                                                        |
| Orden de la Inmaculada Concepción              | Ordo Inmaculatae Conceptionis                             | O.I.C.       | Concepcionistas                 | Santa Beatriz de Silva                                                                    | Siglo XV - 1484        | España                                                 |
| Orden de Ministros de los enfermos agonizantes | Ministri degli Infermi                                    | M.I          | Camilianos                      | San Camilo de Lelis                                                                       | Siglo XVI - 1582       | Italia                                                 |
| Orden de los Hermanos Betlemitas               | Ordo Fratrum Bethlemitarum                                | O.F.B.       | Hermanos Betlemitas             | San Pedro de San José de Betancur                                                         | 1653 - 1984            | Guatemala (fundación original). España (sede actual)   |
| Instituto de Hermanas Bethlemitas              | Instituti Sororum Bethlehemitarum                         | Bethl.       | Hermanas Betlemitas             | San Pedro de San José de Betancur. Reformadora de la Orden: María de la Encarnación Rosal | 1668 - 1891            | Guatemala (fundación original). Colombia (sede actual) |

## Profesión de votos
Los postulantes a cualquier orden mendicante pasan obligatoriamente por el noviciado, año en el cual profundizan acerca de la espiritualidad y carisma del Instituto al cual postulan.
Luego de este año presentan su solicitud para ser admitidos dentro de la familia religiosa, la cual evaluará sus casos y aceptará o rechazará sus solicitudes. Siendo aprobada esta, los candidatos deben realizar públicamente la Primera Profesión de Votos Simples prometiendo así castidad, pobreza y obediencia al superior religioso de la familia.
Después de un periodo de prueba y haber renovado, según corresponda, los votos simples, pues estos duran tan solo un año, los religiosos deben solicitar la Profesión Solemne de los votos siendo adheridos así para siempre a la familia religiosa y siendo permanente su consagración a Dios.
Los votos que todos los frailes y sorelas profesan son:

### Castidad
Con el voto de castidad o continencia por el Reino de los Cielos, el fraile busca imitar a Cristo casto tanto en acto como en espíritu, renunciando libre y voluntariamente a la posibilidad de contraer matrimonio y tener descendencia, aspirando así a otro bien.

### Pobreza
Con el voto de pobreza, el fraile busca imitar a Cristo pobre, que siendo el Hijo de Dios nació en un pesebre, renunciado así a la posesión de bienes materiales poniendo todo a disposición de la comunidad y buscando no apegar su corazón a los bienes; renunciando también a toda herencia y a la posibilidad de adquirir un bien particular.

### Obediencia
Con el voto de obediencia, el fraile busca imitar a Cristo obediente al Padre hasta dar la vida en la cruz, renunciando así a la voluntad propia buscando obedecer a Cristo manifestado en el superior religioso de la comunidad. Detalle curioso es que el voto de obediencia se hace hacia el superior religioso y no al obispo por lo que todos los frailes están exonerados de obedecer al obispo en cuanto a destinos y funciones, así solo deben obedecer al superior y al Santo Padre.